# Абрамов Петро Якович
Петро Якович Абрамов, (26 вересня 1916  — липень 1980 , Севастополь ) — радянський військовий гідрограф, інженер-капітан I рангу, начальник гідрографічної служби ЧФ.

## Біографія
Народився 26 вересня 1916 року в селі Білецьке. Призваний до РСЧФ 30 серпня 1937 року.
Після закінчення 1939 року ВВМУ ім. М. В. Фрунзе служив на ТОФ на посадах виконроба, з листопада 1940 року — на Камчатці, помічник начальника Камчатського району ГС, з лютого до вересня 1944 року — начальник Гідрографічного району (ГР) ПВМБ.
Потім — начальник Південнокурильської дільниці ГС, начальник Гідрографічного району Совєтської Гавані.
Після закінчення ВМА у 1956 р. призначений на посаду заступника директора Гідрографічної Служби ЧФ, а 1960 року — начальником ГС ЧФ. Під його керівництвом удосконалювалося навігаційно-гідрографічне забезпечення бойової та повсякденної діяльності ЧФ, освоювалися нові гідрографічні судна (гісу) та оіс, проводилися випробування та впровадження на кораблі нової навігаційної техніки, розпочалися перші виходи гісу за межі Азово-Чорноморського басейну для проведення гідрографічних та океанографічних досліджень. У цей період за його безпосередньої участі було підготовлено та проведено першу експедицію ГС ЧФ до антарктичних вод і виконані значні за обсягом та важливістю роботи в протоці Дрейка. Після звільнення в запас у 1972 році продовжував до кінця життя працювати в ГС ЧФ.
Помер і похований у Севастополі.
На згадку про гідрографа Абрамова було названо бухту в Севастополі.

## Нагороди
- Медаль «За бойові заслуги» (30.04.1947)[2]
- Орден Червоної Зірки (15.11.1950)
- Орден Червоного Прапора (05.11.1954)